# Ridder
Ridder (en russe : Ри́ддер ; de 1940 à 2002 : Leninogorsk) est une ville de subordination régionale du Kazakhstan-Oriental, chef-lieu de la municipalité de Ridder, située dans l'Altaï de minerai aux contreforts des monts Ivanov. Sa population, en légère hausse ces dernières années, s'élève à 52 068 habitants en 2023.

## Géographie

### Situation
La ville de Ridder se situe dans la partie orientale de la république du Kazakhstan en Asie centrale. Administrativement, elle se trouve dans l'oblys du Kazakhstan-Oriental, région frontalière de la Russie. La ville se trouve à 134 km de la capitale de l'oblys Öskemen et à 62 km de la frontière avec la république de l'Altaï.
La superficie de la ville est de 77,52 km2, soit 0,02 % de la superficie de l'oblast.

### Topographie et hydrographie

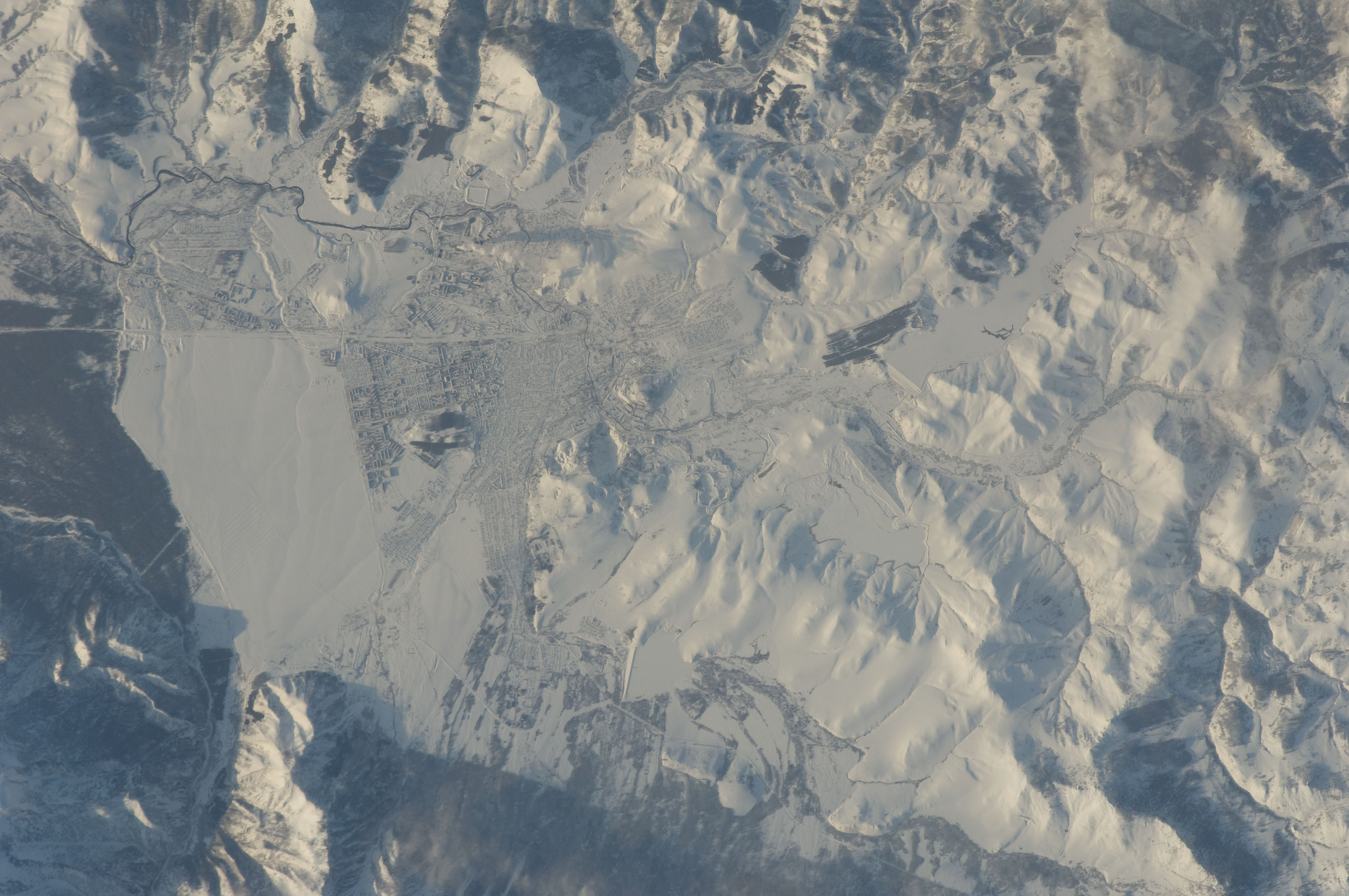
Vue satellite du bassin de Ridder.

La ville se trouve dans un bassin montagneux au pied des monts Ouba au nord-ouest et des monts Ivanov au sud-ouest. Ces massifs appartiennent à  l'Altaï de minerai dans le sud-ouest de l'Altaï. Le bassin dans lequel se trouve la ville est principalement plat, variant de 600 m dans l'ouest du bassin à 1 000 mètres à l'est. L'altitude moyenne de la ville est de 800 m au-dessus du niveau de la ville.
La ville est traversée par plusieurs rivières descendant des montagnes environnantes, avec les rivières Jouravlikha, Filippovka, Bystroukha et Khariouzovka. Elles fusionnent dans la ville de Ridder, formant la rivière Tikhaïa, qui après avoir fusionnée à la sortie de la ville avec la rivière Gromotoukha, forme la rivière Oulba, un affluent de l'Irtych. 

### Climat
Le climat de Ridder est fortement continental, caractérisé par des hivers très froids et des précipitations principalement pendant la saison chaude. Les températures moyennes varient de −26 °C en janvier à +23 °C en juillet. Le minimum absolu enregistré en hiver est de −47 °C tandis que le maximum absolu enregistré est de +37 °C.
Les précipitations annuelles moyennes sont de 710 mm, avec un minimum absolu enregistré de 418 mm en 1974 et un maximum absolu enregistré de 921 mm en 1974. Plus de trois quarts des précipitations tombent pendant la saison chaude, d'avril à novembre, et plus particulièrement entre mai et juillet. La couverture neigeuse commence à Ridder à la-mi octobre, et disparaît fin avril. 

### Environnement

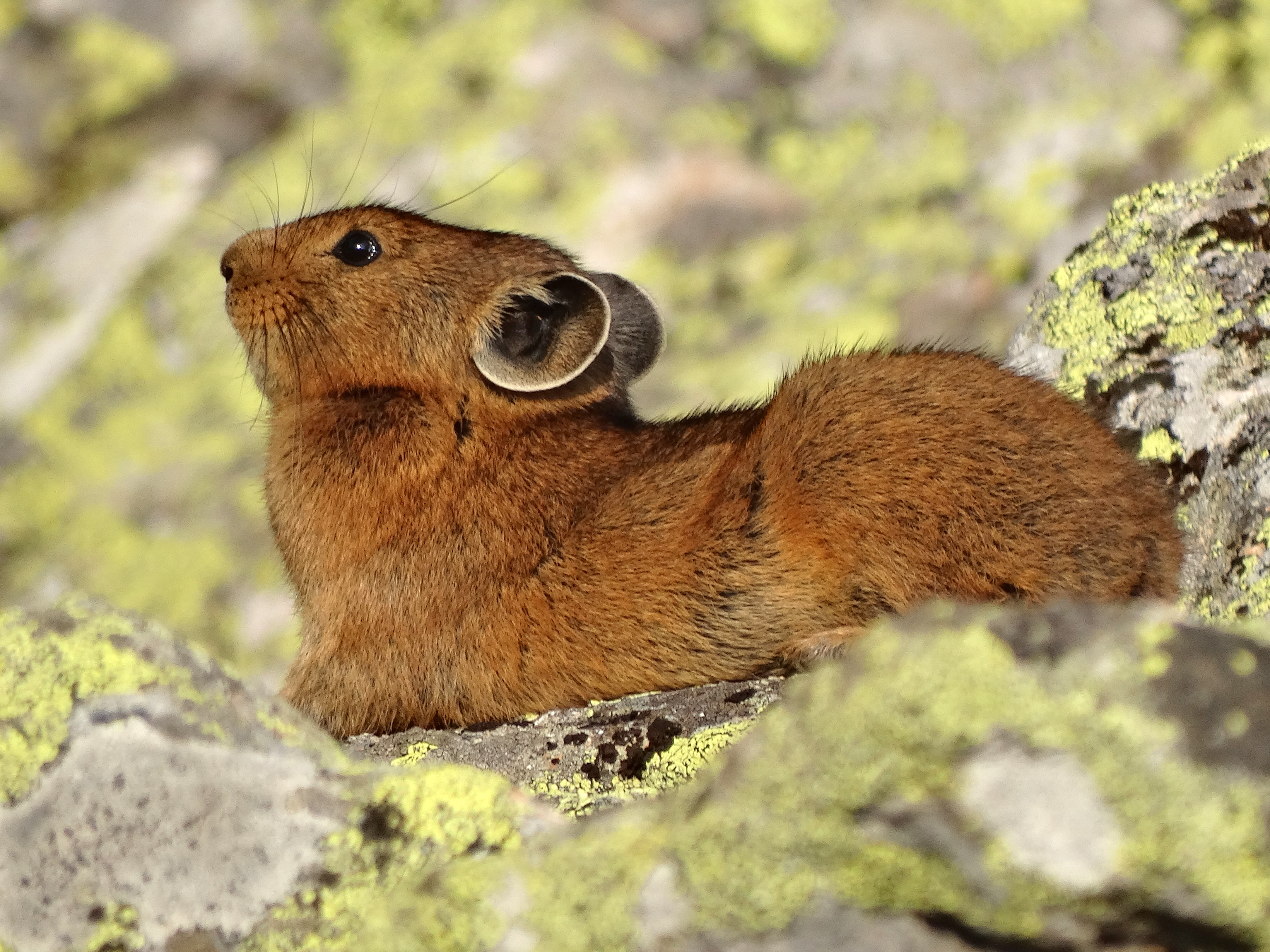
Pika de l'Altaï dans les environs de la ville.

Le bassin de Ridder possède une flore et faune caractéristique de l'Altaï. Sa flore recense plus de 1700 espèces d'arbres, arbustes et plantes herbacées, avec des espèces de la taïga comme des trembles et bouleaux. Se distinguent aussi des épicéas, sapins et autres pins de Sibérie.
La faune de la région de la ville et de ses environs est tout aussi riche, comprenant environ 94 espèces d'oiseaux, tels que l'étourneau, le corbeau, le moineau, la pie et la mésange. Parmi les oiseaux rares peuvent s’observer le tétras du noisetier, le grand tétras et le tétras lyre. Environ 90 espèces de mammifères vivent dans ses environs, avec la a belette, le blaireau, le chevreuil, l'écureuil, le furet, l'hermine, le lièvre, le lynx, la marmotte, l'orignal, l'ours, le renard et le tamia de Sibérie. Les stocks de poissons sont limités en raison de la pollution de l'eau, mais sont présents dans les parties supérieures des cours d'eau des brochets, des goujons, des perches et des ombres.

### Voies de communication et transports
La ville se trouve  à l'extrémité orientale de la Route européenne 40 et est desservie par une ligne ferroviaire de la Société nationale des chemins de fer du Kazakhstan.

## Histoire

### Empire russe
Des gisements de minerais métalliques sur le territoire de l'Altaï de minerai ont été découverts sous le règne de l'impératrice Catherine II . En 1786, un groupe de géologues, dirigé par l'ingénieur des mines Philip Ridder (1759-1838), futur général du génie, découvrit un gisement de minerais polymétalliques dans le cours supérieur de la rivière Oulba et fonda une mine appelée mine de Ridder (Ridderski).
Près de 70 ans plus tard, en 1859 (premier recensement de la localité), la population du village minier de Riddersk était d'environ 3 500 habitants, dont 70 % étaient des paysans des villages environnants, affectés aux travaux miniers dans les mines, les autres étaient des condamnés, des travailleurs pénitentiaires et civils, des soldats de sécurité, des patrons de mines.
À la suite de l'abolition du servage, la population du village a fortement diminué. À la fin du XIXe siècle, le nombre d'ouvriers variait de seulement 600 à 1 200 personnes. Après la promulgation de l'oukase du tsar le 29 mars 1893 visant à fermer les mines et les usines de l'Altaï et à rééquiper leurs installations de production en scieries, saindoux, tanneries, minoteries et autres entreprises, Riddersk s'est progressivement transformée en un arrière-pays terne et isolé de la taïga. Seule une partie des ouvriers continuait à chercher de l’or. En 1897, il y avait 3 823 personnes à Riddersk pour 720 ménages.
En 1903, les infrastructures de Ridder furent louées à la société autrichienne Thurn und Taxis . En raison de la réduction du travail, les ouvriers continuèrent de quitter le village ; en 1907, sur 720 ménages, il n'en reste que 468. Le 16 novembre 1911, le gouvernement tsariste met fin au contrat avec la société Thurn und Taxis et transfère la mine à l'ancien ministre du Commerce Mikhaïl Mikhaïlovitch Fedorov, qui fonde la Société russe de la Commission minière, qui à son tour loue la mine à la société de Leslie Urquhart.

### Période soviétique
Le 11 mai 1918, une résolution fut publiée par le Conseil des commissaires du peuple de la RSFSR sur la nationalisation de la société anonyme Ridder. En août 1920, le village de Ridderskoïe, faisant partie du volost de Ridder, a été transféré du raïon de Zmeïnogorsk au raïon d'Oust-Kamenogorsk.
Par décret du Présidium du Conseil suprême de la RSS du Kazakhstan du 16 octobre 1939, les conseils de village d'Alexandrovski et d'Orel ont été transférés de la zone suburbaine de la ville de Ridder au district nouvellement formé de la Haute-Ouba. Par décret du Présidium du Conseil suprême de la RSS kazakhe du 19 avril 1940, le conseil du village d'Orel a été transféré du raïon de la Haute-Ouba à la ville de Ridder. 
Par décret du Présidium du Conseil suprême de la RSS du Kazakhstan du 25 juin 1940, le village ouvrier de Pakhotny a été transféré du raïon de la Haute-Ouba  à la ville de Ridder, et par décret du 30 novembre 1940, la ferme collective « Pervoïe Maïa » a été transférée de la ville de Ridder au conseil du village de Bobrovski de la région de Kirov.
Le 6 février 1941, la ville de Ridder est rebaptisée Leninogorsk (ville de Lénine).

### Kazakhstan indépendant
Le 28 juin 2002, par décret du Président du Kazakhstan, « tenant compte de l'avis des représentants locaux et des organes exécutifs de la région du Kazakhstan oriental », le nom historique de Ridder a été restitué à la ville de Leninogorsk,. Lors du débat sur le nom de la ville, l'option de lui donner le nom de Kounaïev, qui travaillait ici en tant que directeur de la mine, a également été envisagée.

## Poulation
Selon le recensement du 1er janvier 2010, la population était composée à 85,29 % de Russes (49 630) et à 9,85 % de Kazakhs (5 731), le reste étant composé de descendants d'Allemands (1,07 %), de Tatars (1,01 %) et d'autres nationalités.
| 1897* | 1959*  | 1970*  | 1979*  | 1989*  | 1999*  |
| ----- | ------ | ------ | ------ | ------ | ------ |
| 3 823 | 66 812 | 72 074 | 68 135 | 68 706 | 56 269 |

| 2009*  | 2023   | - | - | - | - |
| ------ | ------ | - | - | - | - |
| 50 500 | 52 068 | - | - | - | - |

## Économie
L'économie de la ville est centrée autour des exploitations minières, en particulier le zinc et le plomb.

### Infrastructures hydroélectriques
Sur la rivière Gromotoukha a été construite la centrale hydroélectrique de Ridder ainsi que trois plus petites centrales hydroélectriques (Khariouzovka, Tichinska, Ouba), qui permettent de fournit de l'électricité et de l'eau à la ville.